# スターリングラード (2001年の映画)
『スターリングラード』（原題: Enemy at the Gates）は、2001年公開のアメリカ、ドイツ、イギリス、アイルランド合作の戦争映画。ジャン＝ジャック・アノー監督。
第二次世界大戦時にソビエト連邦の狙撃兵として活躍し、英雄となった実在の人物ヴァシリ・ザイツェフを主人公に、当時のスターリングラード（現ヴォルゴグラード）における激戦（スターリングラード攻防戦）を描いたフィクション。
ロシアでも上映され、モスクワとサンクトペテルブルクでは好評を得たが、スターリングラード攻防戦に参加したロシアの退役軍人より、本映画はスターリングラード攻防戦の評価を不当に貶めるものであり、また、ソ連軍や将兵らの描写も、過度に辛辣であり実情から離れているとして、映画上映に反対する意見書がロシア下院に提出された。 

## ストーリー
1942年、アドルフ・ヒトラー率いるドイツ第三帝国はその絶頂にあった。独ソ不可侵条約を破棄して電撃的に侵攻してきたナチスドイツ軍は、ソビエト連邦西部一帯を占領していた。さらに、ドイツ軍は黒海・カスピ海方面の油田地帯を抑えるべく進軍し、その途上に横たわる大都市スターリングラードで激戦を繰り広げていたが、装備に勝るドイツ軍の前にソ連軍は消耗を強いられていた。
ウラルの羊飼いであり、幼いころから祖父に狼を撃つことを仕込まれていたヴァシリ・ザイツェフは、今、赤軍に身を置いていた。しかし、銃器が不足する赤軍では2人に1丁の銃しか支給されず弾丸だけが渡され、相棒が斃れたらその銃を拾って進撃するように命じられる。そしてソ連軍による突撃がドイツ軍に撃退された後、ヴァシリと政治将校ダニロフは味方の死体の中に死んだふりをして潜んで命拾いをしたところに、数十メートル先のドイツの将校達が壊れた建物のシャワーを使ったりして寛ぐシーンを目撃する。ダニロフは狙撃を試みるが、実戦の経験が浅く、銃に弾が装填されていないことも確認せずに、引き金を引くところをドイツ兵護衛がこちらを警戒したので中止する。ダニロフはヴァシリが銃の操作について「いくらか経験がある」というので、ヴァシリに狙撃を任せる。ヴァシリは砲弾の爆発に狙撃を合わせるという巧妙な手段によって瞬時にドイツ軍の将校達と、ヴァシリの気配に気づいた護衛の兵士のあわせて5人を殺害することに成功した。命を救われたダニロフはヴァシリを賞賛し、二人は親友となる。
政治将校に狙撃の才能を認められたことで、ヴァシリの立場は一変する。広報係であるダニロフは、政治委員として派遣されてきたフルシチョフに、ヴァシリを有能な狙撃兵として紹介し、ソ連共産党の機関紙で喧伝する。狙撃によって次々とドイツ将兵を葬るヴァシリの活躍にソ連赤軍の士気は高揚し、彼は一躍戦場の英雄となる。一方、ドイツ軍はヴァシリを仕留めるため、スターリングラードに狙撃の達人であるケーニッヒ少佐を派遣してくる。
かつてケーニッヒ少佐の生徒だったクリコフを伴い、ケーニッヒ少佐をおびき出そうとしたヴァシリだが、逆にケーニッヒ少佐の罠にはまりクリコフを喪ってしまったことで動揺する。そんなヴァシリの支えとなったのが女兵士ターニャだった。ターニャの助けを借り、ついにケーニッヒ少佐への反撃に成功するヴァシリ。やがてターニャと結ばれたヴァシリは、彼女に「工場の責任者になりたい」という自分のささやかな夢を語る。しかし友人となった少年サーシャがスパイとしてケーニッヒ少佐の下に送り込まれていたこと、虚像の英雄としての自分が独り歩きしていること、そしてターニャを巡り、ヴァシリとダニロフの間には軋轢が生じてしまう。
英雄へと祭り上げられることに困惑し、ケーニッヒ少佐との対決に怯えを見せるヴァシリ。ユダヤ人であるため家族をドイツ軍に殺され復讐心を露わにするターニャ、同じくユダヤ人でありナチスに立ち向かいながらも反ユダヤ的なスターリン主義に鬱屈していくダニロフ。ヴァシリなら勝ってくれるのだと無邪気に信じ、そのためにスパイ行為を続けるサーシャ。そして軍人だった息子をソ連兵の狙撃で失い、仇を討つべく淡々と行動を続けるケーニッヒ少佐。
やがてサーシャからの情報でケーニッヒ少佐の待ち伏せを察知し、逆に待ち伏せを仕掛けるヴァシリだが連日の疲労から居眠りをした事で狙撃記録を奪われ、ドイツ軍から戦死したと誤認される。ドイツ軍によるヴァシリ戦死のプロパガンダを聞いて心配するターニャは、帰還したヴァシリの姿を見て感極まって抱きついてしまう。その姿を目にしたダニロフは、嫉妬にかられてヴァシリを批判する手紙を書いてしまう。
ヴァシリ戦死の報を受け、ケーニッヒ少佐はベルリンに戻るよう命令される。しかしヴァシリとの対決にこだわるケーニッヒ少佐は、戦死を利用されないよう自身の認識票や勲章を全て返上し、命令を無視し、一人の男としてヴァシリとの対決に挑む。一方のヴァシリも死んでしまった英雄として、ドイツ軍の総攻撃に対抗するソ連軍の戦線から離れ、やはり一人の男としてケーニッヒ少佐を迎え撃つ。
ケーニッヒ少佐はサーシャがスパイであることを見抜き、彼を殺し鉄塔から吊るして囮にする事でヴァシリをおびき出そうとする。ケーニッヒ少佐に挑むヴァシリを見たターニャは、ダニロフにサーシャの母親を避難させるように頼み込む。ダニロフはサーシャの母親とともにターニャを避難船に乗り込ませようとするが、途中で砲撃を受けてターニャが吹き飛ばされてしまう。意識を失ったまま避難船に乗せられるターニャの姿を見て自分の行動を後悔したダニロフは、ヴァシリのもとに戻って自分が囮となることを告げる。ヴァシリの制止を無視して飛び出したダニロフはケーニッヒ少佐に撃ち殺され、相手がヴァシリかどうか確認するために姿を表したケーニッヒ少佐にヴァシリは狙いを定める。自分の死を悟ったケーニッヒ少佐は脱帽し、初めて互いに顔を合わせたヴァシリに射殺される。
ソ連赤軍の反攻作戦により、スターリングラードを包囲していたドイツ第6軍が、逆に包囲され、1943年2月3日に降伏すると、ソ連赤軍の勝利に沸くスターリングラードで、ヴァシリは軍病院を訪れる。そこには入院しているターニャの姿があった。

## 登場人物
- ヴァシリ・ザイツェフ

ソ連赤軍の名狙撃兵。
- ダニロフ

ソ連赤軍の政治将校。
- ターニャ・チェルノワ

スターリングラードに残された市民を守るために、志願者で構成された市民軍の女兵士。
- エルヴィン・ケーニッヒ

ドイツの名狙撃手。
- サーシャ

スターリングラードで暮らす少年。
- クリコフ

ヴァシリの相棒となる男。開戦前にドイツの狙撃兵養成校でケーニッヒの指導をうけたことがある赤軍兵士。

## キャスト
| 役名                       | 俳優                   | 日本語吹き替え                                    | 日本語吹き替え                                                                                           | 日本語吹き替え |
| 役名                       | 俳優                   | ソフト版                                          | 日本テレビ版                                                                                             | 機内上映版     |
| -------------------------- | ---------------------- | ------------------------------------------------- | --- | -------------- |
| ヴァシリ・ザイツェフ       | ジュード・ロウ         | 平田広明                                          | 竹若拓磨                                                                                                 | 堀内賢雄       |
| ダニロフ                   | ジョセフ・ファインズ   | 堀内賢雄                                          | 田中実                                                                                                   |                |
| エルヴィン・ケーニッヒ少佐 | エド・ハリス           | 佐々木勝彦                                        | 津嘉山正種                                                                                               |                |
| ターニャ・チェルノワ       | レイチェル・ワイズ     | 田中敦子                                          | 冬馬由美                                                                                                 |                |
| ニキータ・フルシチョフ     | ボブ・ホスキンス       | 富田耕生                                          | 石田太郎                                                                                                 |                |
| サーシャ・フィリポフ       | ガブリエル・トムソン   | 高山みなみ                                        | 小野賢章                                                                                                 |                |
| クリコフ                   | ロン・パールマン       | 宝亀克寿                                          | 廣田行生                                                                                                 |                |
| ミセス・フィリポフ         | エヴァ・マッテス       | 火野カチ子                                        | 野村須磨子                                                                                               |                |
| フリードリヒ・パウルス将軍 | マティアス・ハビッヒ   | 清川元夢                                          | 益富信孝                                                                                                 |                |
| ルドミラ                   | ソフィー・ロイス       |                                                   | |                |
| アントン                   | マリオ・バンディ       |                                                   | |                |
| ヴォロージャ               | イヴァン・シュヴェドフ |                                                   | |                |
| その他                     |                        | 小形満 後藤哲夫 桜澤凛 木村雅史 吉田裕秋 上田陽司 | 水落幸子 佐藤せつじ 髙橋耕次郎 喜多川拓郎 浜田賢二 水内清光 手塚秀彰 北斗誓一 佐々木睦 藤本譲 正木美也子 |                |
| 日本語版制作スタッフ       |                        |                                                   | |                |
| 翻訳                       |                        | 鈴木導                                            | 平田勝茂                                                                                                 |                |
| 演出                       |                        | 安江誠                                            | 壷井正                                                                                                   |                |
| 調整                       |                        | 飯塚秀保                                          | 飯塚秀保                                                                                                 |                |
| 効果                       |                        |                                                   | リレーション                                                                                             |                |
| スタジオ                   |                        |                                                   | グロービジョン                                                                                           |                |
| プロデューサー             |                        |                                                   | 大塚恭司 北島有子                                                                                        |                |
| プロデューサー補           |                        |                                                   | 野地玲子 村井多恵子                                                                                      |                |
| 制作                       |                        | グロービジョン                                    | 古田啓介 川島誠一 グロービジョン                                                                         |                |
| 初回放送                   |                        |                                                   | 2003年10月31日 『金曜ロードショー』                                                                      |                |

## スタッフ
- 監督：ジャン＝ジャック・アノー
- 製作総指揮：アラン・ゴダール、アリサ・テイガー
- 原作：ウィリアム・クレイグ
- 脚本：ジャン＝ジャック・アノー、アラン・ゴダール
- 音楽：ジェームズ・ホーナー

## ロシア側の反応
スターリングラード攻防戦に参戦したロシアの老兵はこの映画に不満を抱き、ロシアメディアもこの映画の細部を批判した。 
- ロシアメディアは、映画が最初からソ連赤軍のイメージを歪めていたとみている、赤軍兵士たちは指揮官に脅迫され、辱められ、怒鳴られた。牛のように有蓋車で運んでいて、しかも列車は外から閉じ込められています。兵士が逃げないようにしたと表明したいのですが、ロシアの軍事歴史家ボリス・ユリン氏によると、それは起こらず厳しく禁止されています。そうすれば、ドイツ軍が砲撃や空爆をすれば、中の兵士は死ぬことを待つしかない[5]。
- 戦場に到着した後、兵士たちは武器を受け取りますが、全員に十分な小銃が行き渡りません。そのため、兵士たちは二人一組にならざるを得ず、一人が小銃を持ち、もう一人が弾薬を携行します。兵士たちは、戦死者から武器や弾薬を回収した後で初めて使用できるよう指示されました。歴史家たちは、小銃不足が戦争初期に発生したと指摘しています。甚大な損失を受けた当局は多数の民兵部隊を編成せざるを得ませんでしたが、これらの民兵部隊は往々にして装備不足でした。しかし、1942年秋までに状況は変化します。歴史家のアレクセイ・イサエフは次のように証言しています：「この戦闘で、何の武器も持たない兵士が攻撃に送り込まれることはありませんでした。この映画が描いている内容は全くのでたらめです。」[5]
- 映画の一場面では、出撃したソ連軍部隊が堅固に防備を固めたドイツ軍陣地への攻撃を仕掛けるが、部隊が退却を始めると、彼らは阻止部隊の機関銃掃射に遭う。兵士たちは機関銃の一斉射撃によってなぎ倒されていく。ここで疑問が生じる：ソ連兵をより多く殺したのは、ドイツ軍か、それとも味方のソ連軍か？ソ連軍には確かにこのような阻止部隊が存在したが、彼らの任務は部隊内の恐慌を防ぎ、無許可の退却を阻止することであり、戦場で脱走兵を無差別に掃射することではなかった。スターリンの第227号命令「一歩も退くな」は、確かにこれらの懲罰大隊の大規模な使用を認めており、各軍（5万人以上）に対して最大5個の阻止部隊（各200名）を配置するよう規定していた。しかし報告書によれば、1942年8月1日から10月15日までの期間、阻止部隊は前線から離脱した140,775名を拘束している（これらは単なる脱走兵だけでなく、包囲網から脱出しようとした兵士も含む）。その大多数は部隊へ送還され（131,000名）、3,900名が逮捕、1,189名が銃殺された（1%未満）という記録が残されている。イサエフ氏は、都市部の市街戦の条件では阻止部隊がほとんど効果的に機能しないため、「それらの役割はほとんどない」と指摘した。「（スターリングラードでは）それらは普通の作戦部隊として使われることが多い。」[5]

## サウンドトラック
サウンドトラック「Enemy at the Gates」が2001年3月31日にリリースされた。
| #   | タイトル                             | 作詞 | 作曲・編曲 | Artist | 時間  |
| --- | ------------------------------------ | ---- | ---------- | ------ | ----- |
| 1.  | 「The River Crossing to Stalingrad」 |      |            |        | 15:13 |
| 2.  | 「The Hunter Becomes the Hunted」    |      |            |        | 5:53  |
| 3.  | 「Vassili's Fame Spreads」           |      |            |        | 3:40  |
| 4.  | 「Koulikov」                         |      |            |        | 5:13  |
| 5.  | 「The Dream」                        |      |            |        | 2:35  |
| 6.  | 「Bitter News」                      |      |            |        | 2:38  |
| 7.  | 「The Tractor Factory」              |      |            |        | 6:43  |
| 8.  | 「A Sniper's War」                   |      |            |        | 3:25  |
| 9.  | 「Sacha's Risk」                     |      |            |        | 5:37  |
| 10. | 「Betrayal」                         |      |            |        | 11:28 |
| 11. | 「Danilov's Confession」             |      |            |        | 7:13  |
| 12. | 「Tania (End Credits)」              |      |            |        | 6:53  |